# Jacques Heers
Jacques Heers, né le 6 juillet 1924 à Paris et mort le 10 janvier 2013 à Angers,, est un historien français, spécialiste de l’histoire du Moyen Âge, professeur à la faculté des Lettres et Sciences humaines de Paris-Nanterre, puis à Paris IV.
Bien que proche de Braudel, il soutient sa thèse à la Sorbonne sous la direction de Yves Renouard. Consacrée à Gênes au XVe siècle, elle est publiée dans la collection du Centre de Recherches historiques de la VIe section de l'École pratique des hautes études en 1961. Heers est ainsi méthodologiquement proche de l’École des Annales et de leur proposition d'une histoire socio-économique.

## Biographie

### Années de formation
Né à Paris, Jacques Heers a été élevé à La Ferté-Bernard dans la Sarthe, où ses parents tenaient un commerce. Sa famille était d'origine allemande et helvétique, hostile au régime nazi.
Après un bon parcours scolaire, il réussit le concours de l'École normale d'instituteurs en 1940. Mais les Écoles normales sont supprimées en septembre de la même année par le régime de Vichy. Jacques Heers se retrouve alors en classe de seconde au lycée Montesquieu du Mans, élève pensionnaire, jusqu'à l'obtention du baccalauréat en 1943.
Tout en accomplissant sa fonction au collège de Saint-Calais (Sarthe), il prépare la licence d'histoire à la Sorbonne. Il réussit les concours du professorat de l'enseignement secondaire, successivement le Capes puis l'agrégation d'histoire en 1948 et 1949, première année où la présidence du jury est attribuée à Fernand Braudel.
Entre 1949 et 1951, Jacques Heers exerce ses fonctions de professeur aux lycées du Mans, puis d'Alençon, et enfin au Prytanée national militaire de La Flèche.

### Vie privée
Jacques Heers a épousé Marie-Louise Bois, étudiante en histoire, devenant ainsi le gendre de l'historien Paul Bois (1906-1990), son ancien professeur au lycée du Mans.

### Carrière universitaire
À partir de 1951, il est rattaché au CNRS. Dès lors, il côtoie Fernand Braudel qui l'envoie en Italie préparer un doctorat d'État consacré à Gênes au XVe siècle. Il soutient sa thèse à la Sorbonne en 1958. À son retour d'Italie, il devient l'assistant de Georges Duby à la faculté des Lettres d'Aix-en-Provence. En 1957, il est nommé professeur à l'université d'Alger où il exerce pendant cinq ans jusqu'en 1962. Par la suite, il est successivement professeur à Caen, Rouen, Paris-Nanterre et enfin à la Sorbonne.
Professeur honoraire de l'université Paris-IV où il tint de longues années la chaire d'histoire médiévale, il avait été vice-président de la SHMESP (Société des historiens médiévistes de l'enseignement public) de 1971 à 1973. En retraite, Jacques Heers, et en dehors de l'écriture et de la recherche, était souvent présent dans des émissions de Radio Courtoisie.
En 1999, il s'oppose à la guerre en Serbie et signe la pétition « Les Européens veulent la paix », lancée par le collectif Non à la guerre.
De 2012 à sa mort, il est membre du conseil scientifique du Figaro histoire.

### Distinctions
Jacques Heers a reçu trois prix de l'Académie française :
- Prix M.-et-Mme-Louis-Marin, pour Christophe Colomb : 1981.
- Prix d'histoire, pour Machiavel : 1986.
- Grand prix Gobert, pour l'ensemble de son œuvre : 1998.

Il a reçu en 1981 le grand prix littéraire Sola-Cabiati de la ville de Paris, destiné à récompenser un auteur français de romans historiques ou d'œuvres d'étude accessibles au grand public.

## Apport à l'histoire du Moyen Âge
Ses thèmes de recherche étaient :
- La ville et les derniers siècles du Moyen Âge : une partie de ses travaux tendaient  à démontrer que la tradition historique qui divise l’histoire européenne en Moyen Âge et Renaissance n'est pas fondée, et que la catégorisation en périodes historiques aussi tranchées masque d'une part une véritable continuité et d'autre part des disparités géographiques certaines. C'est l'objet, entre autres, de son essai Le Moyen Âge, une imposture (1992).
- Le commerce en mer Méditerranée au XIVe et XVe siècles : sa thèse de doctorat visait à démontrer que l'importance du commerce de l’épice en Méditerranée a été largement surestimée par les historiens. En réalité, d’après ses travaux, le blé, le sel et d'autres produits tenaient bien plus de place que le commerce de l’épice (en termes de volume et de valeur dans les échanges). Fernand Braudel, qui a toujours évoqué l’importance de l’épice dans les échanges, reconnaît le sérieux scientifique des travaux de Jacques Heers.
- L'apport arabe dans la redécouverte de la pensée grecque en Europe : Jacques Heers pensait qu’on surestime largement la contribution des Arabes dans la redécouverte de la philosophie d’Aristote en Occident. Selon lui, « l’enseignement [de la pensée grecque en Occident], celui de la Logique notamment, n'a jamais cessé dans les écoles cathédrales puis dans les toutes premières universités. L’on se servait alors de traductions latines des textes grecs d’origine que les clercs et les érudits de Constantinople avaient pieusement gardés et largement diffusés. Les traductions du grec en langue arabe et de l’arabe en latin, que l’on attribue généralement à Avicenne et à Averroès, sont apparues relativement tard, alors que tous les enseignements étaient déjà en place en Occident et que cela faisait plus d’un siècle que la Logique, directement inspirée d’Aristote, était reconnue comme l’un des sept « arts libéraux » du cursus universitaire »[7].

## Publications
- Gênes au XVe siècle. Activité économique et problèmes sociaux, Paris, SEVPEN, 1961.
- L'Occident aux XIVe et XVe siècles. Aspects économiques et sociaux, Paris, PUF, 1963.
- Le Travail au Moyen Âge, Paris, PUF, Que sais-je ?, 1965.
- Précis d'histoire du Moyen Âge, Paris, PUF, 1968.
- Le Clan familial au Moyen Âge, Paris, PUF, 1974.
- Christophe Colomb, Paris, Hachette, 1981.
- Esclaves et domestiques au Moyen Âge dans le monde méditerranéen, Paris, Fayard, 1981.
- Fête des fous et carnavals au Moyen Âge, Paris, Fayard, 1983.
- Marco Polo, Paris, Fayard, 1983.
- Machiavel, Paris, Fayard, 1985.
- La Vie quotidienne à la cour pontificale au temps des Borgia et des Médicis, Paris, Hachette, 1986.
- La Ville au Moyen Âge, Paris, Fayard, 1990.
- La Découverte de l’Amérique, Bruxelles, Complexe, 1991.
- La Ruée vers l’Amérique. Le Mirage et les Fièvres, Bruxelles, Complexe, 1992.
- Le Moyen Âge, une imposture, Paris, Perrin, 1992.
- Gilles de Rais, Paris, Perrin, 1994.
- Libérer Jérusalem. La première croisade, Paris, Perrin, 1995.
- Jacques Cœur, Paris, Perrin, 1997.
- De Saint Louis à Louis XI. Forger la France, Paris, Bartillat, 1997.
- Louis XI, Paris, Perrin, 1999.
- Les Barbaresques, Paris, Perrin, 2001.
- Les Négriers en terres d’islam, Paris, Perrin, 2003.
- Chute et mort de Constantinople, Paris, Perrin, 2005.  (ISBN 978-2262020989)
- L'Histoire assassinée. Les pièges de la mémoire, Éditions de Paris, 2006.  (ISBN 978-2851621757)
- Un homme, un vote ?, Monaco, Éditions du Rocher, 2007.  (ISBN 978-2268060903)
- Le Clan des Médicis. Comment Florence perdit ses libertés (1200-1500), Paris, Perrin, 2008  (ISBN 9782262037611).
- L'histoire oubliée des guerres d'Italie, Via Romana, 2009  (ISBN 978-2-916727-49-3) [présentation en ligne]
- L'Islam cet inconnu, Versailles, Éditions de Paris, 2010, p 196.  (ISBN 978-2851622570)
- La Naissance du capitalisme au Moyen Âge. Changeurs, usuriers et grands financiers, Paris, Perrin, 2012.  (ISBN 978-2262030896)
- Histoire des croisades, Paris, Perrin, 2014, 336 p. (ISBN 978-2262037734)